# 約翰二世·伯努利
約翰二世·伯努利（德語：Johann II Bernoulli，1710年5月18日—1790年7月17日）是一名瑞士數學家，約翰·伯努利三個兒子中最小的一個。他曾學習法律和數學，在法國遊學後，在巴塞爾大學擔任了五年的口才教授。1736年，他因對乙太的暗示性研究而獲得法蘭西學院獎。父親過世後，他接替父親成為巴塞爾大學數學教授。他曾三次成功獲得巴黎科學院的獎項，獲獎主題是絞盤、光的傳播和磁鐵。他與皮埃爾·莫佩爾蒂保持著友誼，後者在前往柏林的途中死在他的家裡。他本人於1790年去世。他的兩個兒子約翰和雅各布是伯努利家族最後的著名數學家。

## 外部連結
- 维基共享资源上的相關多媒體資源：約翰二世·伯努利